# Carne trémula
Carne trémula es una película española dramática de 1997 coescrita y dirigida por Pedro Almodóvar y basada en la novela homónima de Ruth Rendell. Es protagonizada por Javier Bardem, Liberto Rabal, Pepe Sancho, Penélope Cruz, Ángela Molina y Francesca Neri.

## Argumento
Madrid, Navidad de 1970. La dictadura de Francisco Franco ha declarado el estado de alarma restringiendo las libertades civiles. Una joven prostituta, Isabel Plaza Caballero, da a luz en un autobús a un hijo, Víctor. Veinte años después, ya en democracia, Víctor es un joven adulto que se presenta una noche sin ser invitado en el apartamento de Elena, una drogadicta con la que había tenido relaciones sexuales una semana antes, esperando otra cita con ella. Elena, enojada, le ordena que se vaya y lo amenaza con un arma. Enfurecido, Víctor le arrebata el arma; en el proceso, Elena queda inconsciente y el arma se dispara. Después de que un vecino llama a la policía, llegan al lugar dos agentes, Sancho y David. Sancho es un alcohólico inestable que sospecha de infidelidad de su esposa Clara, mientras que David es sensato y justo. Cuando los agentes entran al apartamento, Víctor retiene a Elena como rehén a punta de pistola. David intenta apaciguarlo y hacer que suelte el arma, pero Sancho amenaza repetidamente a Víctor. David consigue que Sancho y luego Víctor depongan las armas, y le ordena a Elena que huya. Sancho luego se lanza hacia Víctor y, mientras luchan por el arma, David recibe un disparo.
Dos años después, Víctor, en la cárcel, se entera a través de un partido de baloncesto en silla de ruedas televisado que David, ahora parcialmente paralizado por el disparo, se ha convertido en un jugador estrella de los Juegos Paralímpicos de Verano y está casado con Elena. Víctor es liberado cuatro años después, jurando vengarse de Elena y David. Su madre ha muerto, dejándole algo de dinero y una casa en una zona cuya demolición está prevista. Víctor visita la tumba de su madre, donde ve a Elena en el entierro de su padre. Sin identificarse, le ofrece brevemente su pésame. Luego conoce a Clara, la esposa de Sancho, que ha llegado tarde al servicio de Elena. Se van juntos y ella visita su apartamento. Establecen una relación tentativa.
Elena, ahora libre de drogas y dirigiendo un orfanato, le cuenta a David su encuentro con Víctor. David pasa por la casa de Víctor y le exige que se mantenga alejado de Elena. Al salir, David ve llegar a Clara y la observa desde la distancia. Clara acepta enseñarle a Víctor cómo hacer el amor y finalmente se enamora de él. Más tarde, Víctor es aceptado como voluntario en el orfanato, ya que obtuvo un diploma de maestro por correspondencia durante su estancia en la cárcel, para disgusto de Elena.
David sigue siguiendo a Víctor y descubre que trabaja en el orfanato de Elena. Se enfrenta a Víctor nuevamente, y Víctor insiste en que Sancho apretó el gatillo porque Sancho sabía que David estaba teniendo una aventura con Clara. David le cuenta a Elena lo que dijo Víctor, admitiendo su romance con Clara. Elena está disgustada, pero aun así planea salir del orfanato para evadir a Víctor. Víctor le dice a Elena que su plan de venganza original era convertirse en el mejor amante del mundo, tener sexo con Elena toda la noche y luego abandonarla.
Víctor rompe con Clara, dejándola devastada. Mientras Víctor trabaja durante la noche en el orfanato, Elena llega para recuperar sus pertenencias y le ofrece a Víctor una noche de pasión con la condición de que no vuelva a contactarla nunca más. Elena luego le revela su infidelidad a David. Ella le dice que seguirá siendo su esposa porque él la necesita más que Víctor. Sin embargo, David se muestra inflexible en vengarse de Víctor.
Cansada de los constantes abusos de Sancho, Clara anuncia que lo dejará. Él la confronta y ella le dispara. David llega y ayuda a Sancho a limpiar su herida antes de mostrarle fotografías que ha estado tomando de Víctor y Clara. Sancho y David conducen hasta la casa de Víctor y llegan justo cuando Clara ha terminado de escribirle a Víctor una carta de despedida. Sancho y Clara se abrazan a punta de pistola y disparan. Clara cae muerta, antes de que Sancho herido se suicide.
En voz en off, David lee una carta escrita a Elena desde Miami, donde pasa la Navidad con amigos, disculpándose por cómo resultó todo. En el orfanato, Elena, embarazada, está por dar a luz y de camino al hospital, ella y Víctor quedan atrapados en el tráfico. Víctor recuerda las circunstancias de su propio nacimiento y le dice a su hijo por nacer que el pueblo español ya no vive con miedo como en el momento de su nacimiento.

## Producción
La película fue rodada en Madrid, donde se aprovechó la decoración navideña de la calle Arenal para una de las escenas.
En un principio el actor protagonista era Jorge Sanz. Finalizados los ensayos previos y recién comenzado el rodaje, es sustituido por Liberto Rabal debido a diferencias con el director.

## Premios y Nominaciones
Premios BAFTA - 1999
| Categoría                 | Nominada                  | Resultado |
| ------------------------- | ------------------------- | --------- |
| Mejor Película Extranjera | Mejor Película Extranjera | Nominada  |

Premios Goya - 1998
| Categoría               | Nominada      | Resultado |
| ----------------------- | ------------- | --------- |
| Mejor Actor             | Javier Bardem | Nominado  |
| Mejor Actriz de reparto | Ángela Molina | Nominada  |
| Mejor Actor de reparto  | Pepe Sancho   | Ganador   |

Fotogramas de Plata - 1998
| Categoría            | Nominada      | Resultado |
| -------------------- | ------------- | --------- |
| Mejor Actor de cine  | Javier Bardem | Ganador   |
| Mejor Actriz de cine | Ángela Molina | Ganadora  |

Premios de la Unión de Actores - 1998
| Categoría               | Nominada      | Resultado |
| ----------------------- | ------------- | --------- |
| Mejor Actriz de Reparto | Pilar Bardem  | Ganadora  |
| Mejor Actriz de Reparto | Penélope Cruz | Nominada  |
| Mejor Actriz Secundaria | Ángela Molina | Nominada  |

Satellite Awards - 1998
| Categoría                 | Nominada                  | Resultado |
| ------------------------- | ------------------------- | --------- |
| Mejor Película Extranjera | Mejor Película Extranjera | Nominada  |

Asociación de Cronistas de Espectáculos de Nueva York - 1998
| Categoría                 | Nominada                  | Resultado |
| ------------------------- | ------------------------- | --------- |
| Mejor Película Extranjera | Mejor Película Extranjera | Ganadora  |

Premios del Cine Europeo - 1998
| Categoría              | Nominada               | Resultado |
| ---------------------- | ---------------------- | --------- |
| Mejor Película Europea | Mejor Película Europea | Nominada  |
| Mejor Actor            | Javier Bardem          | Nominado  |

Sindicato Nacional Italiano de Periodistas de Cine - 1998
| Categoría                       | Nominada        | Resultado |
| ------------------------------- | --------------- | --------- |
| Nastro d'Argento Mejor Director | Pedro Almodóvar | Ganador   |
| Nastro d'Argento Mejor Actriz   | Francesca Neri  | Ganadora  |

Popcorn Film Festival (Suecia) - 1998
| Categoría                         | Nominada                          | Resultado |
| --------------------------------- | --------------------------------- | --------- |
| Premio del Público Mejor Película | Premio del Público Mejor Película | Ganadora  |

Premios "El Mundo" al Cine Vasco - 1998
| Categoría              | Nominada         | Resultado |
| ---------------------- | ---------------- | --------- |
| Mejor Banda Sonora     | Alberto Iglesias | Ganador   |
| Mejor Actor de Reparto | Álex Angulo      | Ganador   |

Festival Internacional de Cine de Sao Paulo - 1998
| Categoría                                 | Nominada                                  | Resultado |
| ----------------------------------------- | ----------------------------------------- | --------- |
| Segundo premio del Público Mejor Película | Segundo premio del Público Mejor Película | Ganadora  |

## Festivales
- Festival Semana de Cine Español en Tánger, Tetuán, Rabat, Casablanca y Fez (Marruecos), 2002
- Festival Internacional de Cine de Sao Paulo (Brasil), 1998
- Festival de Cine de Punta del Este (Uruguay), 1998
- Festival Internacional de Cine de Busan (Corea del Sur), 1998
- Festival de Cine Español en Pekín (China), 1998
- Festival Semana de Cine Español de Tokio (Japón), 1998
- Festival de Cine de Cornerhouse Manchester (Reino Unido), 1998
- Festival Internacional de Cine de Cartagena de Indias (Colombia), 1998
- Festival Semana de Cine Joven Español en Arcachon (Francia), 1998
- Festival Internacional de Cine de Karlovy Vary (República Checa), 1998
- Festival Internacional de Cine de San Sebastián (España), 1998

## Reparto
| Intérprete         | Personaje                                   |
| ------------------ | ------------------------------------------- |
| Javier Bardem      | David de Paz                                |
| Francesca Neri     | Elena Benedetti                             |
| Liberto Rabal      | Víctor Plaza                                |
| Ángela Molina      | Clara                                       |
| Pepe Sancho        | Sancho                                      |
| Penélope Cruz      | Isabel Plaza Caballero                      |
| Pilar Bardem       | Doña Centro de Mesa                         |
| Álex Angulo        | Conductor del autobús                       |
| Mariola Fuentes    | Clementina                                  |
| Yael Be            | Chica                                       |
| Josep Molins       | Josep                                       |
| Daniel Lanchas     | Conductor                                   |
| María Rosenfeldt   | Niña                                        |
| Agustín Almodóvar  | Enterrador                                  |
| Félix Gómez        | Chico en la calle                           |
| Antonio Henares    | Jugador de baloncesto sobre silla de ruedas |
| Diego de Paz       | Jugador de baloncesto sobre silla de ruedas |
| Matías Prats       | Matías Prats                                |
| Gustavo Villapalos | Cortejo fúnebre                             |
| Emilio Rodríguez   | Jugador de baloncesto sobre silla de ruedas |
| Elena Santonja     | Madre de Elena                              |